# Eosentomon zelandicum
Eosentomon zelandicum är en urinsektsart som beskrevs av Sören Ludvig Paul Tuxen 1986. Eosentomon zelandicum ingår i släktet Eosentomon och familjen trakétrevfotingar. Inga underarter finns listade i Catalogue of Life.